# IFK Uppsala
Der IFK Uppsala ist ein schwedischer Sportverein in der Stadt Uppsala.

## Geschichte
Der Verein wurde im Jahr 1895 gegründet und hatte damals Fußball, Bandy, und Leichtathletik im Angebot. In den ersten Jahrzehnten des 20. Jahrhunderts gehörte der Verein zu den führenden Vereinen in diesen Sportarten, wo nationale Titel vor allem im Bandy gewonnen werden konnten. In den 40er Jahren war der Verein im Handball mehr oder weniger erfolgreich: 1941 erreichte man das Endspiel um die schwedische Meisterschaft. Im Jahr 1963 wurde die Handballabteilung aufgegeben.
Heute hat der Verein nur noch Fußball und Bandy im Angebot, wobei Bandy zur Saison 2006/07 wieder eingeführt wurde, nachdem die Aktivitäten „vorübergehend“ im Jahr 1990 eingestellt wurden.
Im Fußball spielt der Verein aktuell in der Division 3 (5. Liga), nachdem in der Saison 2009 die Meisterschaft durch einen 2:0-Sieg über Enköping IS gefeiert wurde. Im Bandy startet die neue Bandymannschaft in der Saison 2006/07 in der Division 4 (5. Liga).

## Erfolge
- Bandy

Schwedischer Meister: 1907, 1910, 1911, 1912, 1913, 1915–1920, 1933
- Fußball

Drei Finalspiele um die schwedische Meisterschaft in den Jahren 1907 gegen Örgryte IS (1:4), 1908 gegen IFK Göteborg (3:4) und 1911 gegen AIK Solna (2:3). Alle drei Spiele gingen aber verloren.
- Handball

Erreichen des Finalspiels um die schwedische Meisterschaft in der Saison 1940/41 gegen IFK Kristianstad. Das Spiel verlor der IFK Uppsala allerdings.